# 代达利亚高原
代达利亚高原（英語：Daedalia Planum）位于火星阿尔西亚山以南，它的中心坐标为21°48′S 128°00′W / 21.8°S 128.0°W，除分布有多处熔岩流和小撞击坑外，看上去似乎属于相对缺乏特色的平原。代达利亚高原大部分都位于门农区，但还有一小部分处于塔尔西斯区和凤凰湖区中。现代图像表明，更准确地讲它可能应被称为“熔岩流”，而非“高原”。
有证据表明，代达利亚高原中有一座直径4500公里，形成于诺亚纪(Noachian)时期的古盆地。
 

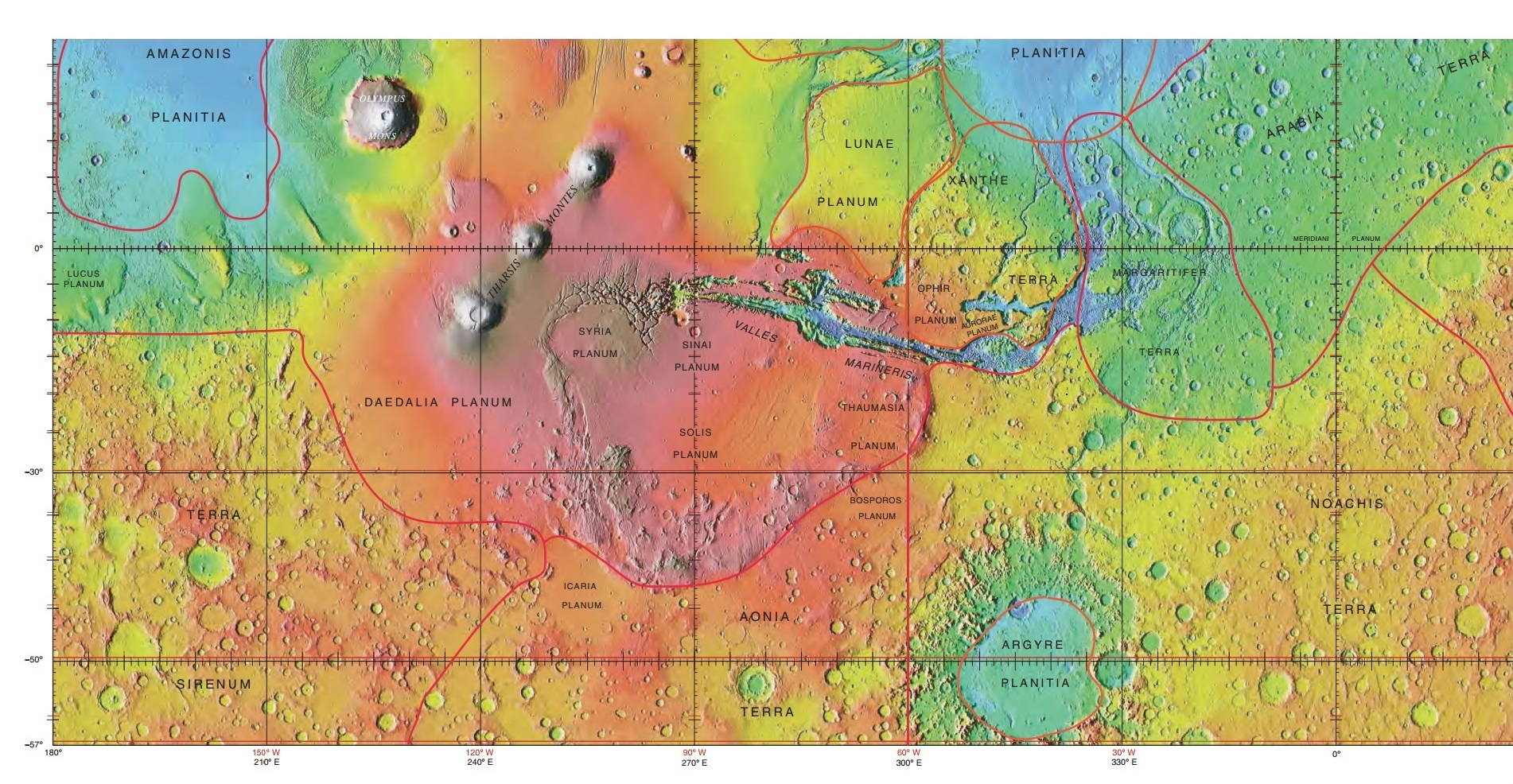
火星轨道器激光高度计地形图显示的代达利亚高原和其他区域的边界，颜色表示高程 。
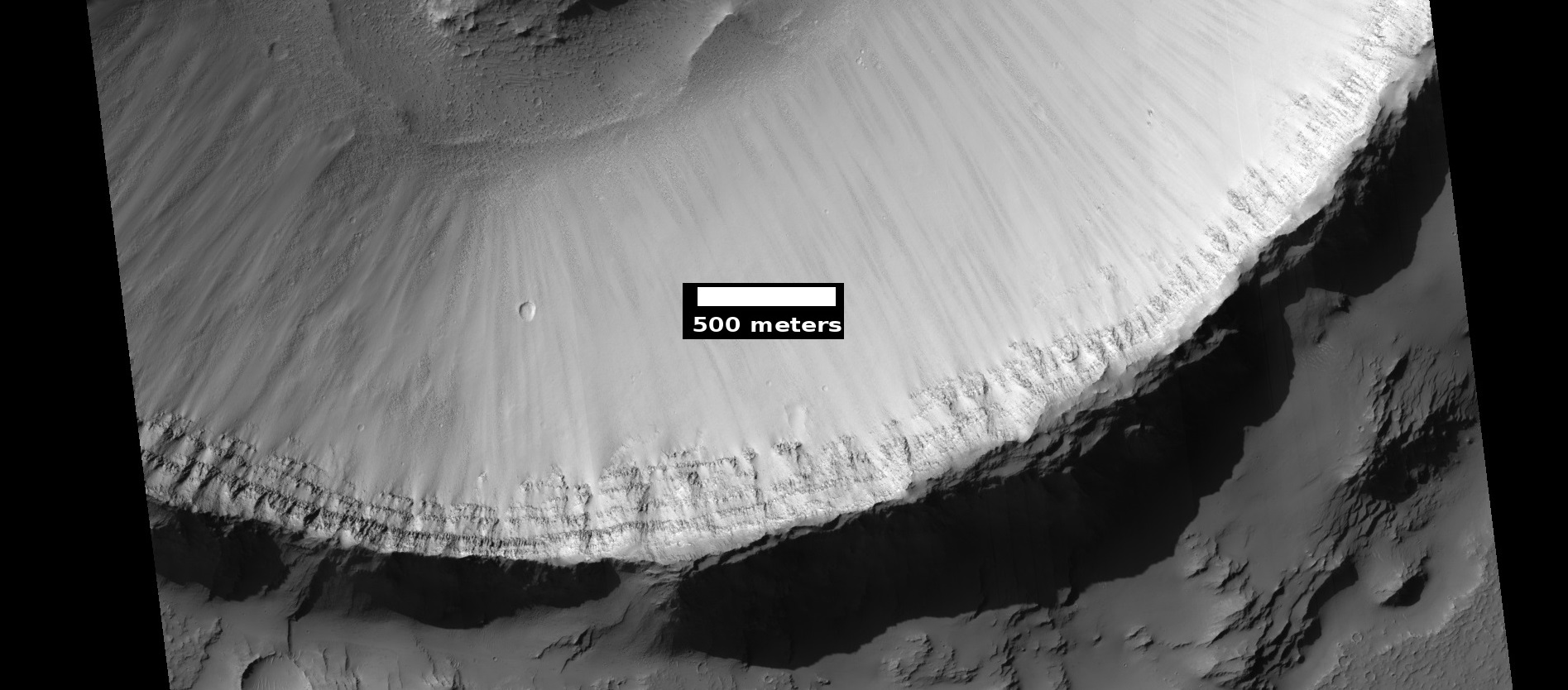
高分辨率成像科学设备拍摄的撞击坑坑壁中的层状结构。